# Университет Блумсберг (Пенсильвания)
Университет Блумсберг (англ. Bloomsburg University of Pennsylvania) — государственный университет, расположенный в городе Блумсберг, штат Пенсильвания, США. Университет является частью системы высшего образования штата Пенсильвания (PASSHE).

## История
Был основан как Академия Блумсберг в 1839 году. В 1856 году был переименован в Литературный институт Блумсберг. В 1916 году правительство штата Пенсильвании выкупило образовательное учреждение и преобразовало его в Государственную педагогическую школу Блумсберга. В 1927 году название было изменено на Государственный педагогический колледж Блумсберга, с правом присуждения степени бакалавра. Был достигнут значительный прогресс в программе подготовки будущих учителей.
Во время Второй мировой войны, на территории кампуса колледжа открылась программа подготовки ВМС США, которая реализуется по настоящее время.
В 1960 году колледжу предоставили право на присуждение степени бакалавра по программам гуманитарных наук, социальных наук и естественных наук. Была открыта магистратура в области образования.
1 июля 1983 года Государственный педагогический колледж Блумсберга переименован в Университет Блумсберг.

## Современность
В настоящее время в университете обучается около 7700 студентов бакалавриата и около 700 студентов магистратуры. Примерно 92 % студентов университета являются жителями штата Пенсильвании.
Университет насчитывает 370 штатных преподавателей. В среднем девяносто шесть процентов штатных преподавателей имеют учёную степень.
На территории кампуса располагаются общежитие, стадион, оборудованный студенческий центр отдыха, рестораны.